# Mudis - Museo Diocesano di Ischia
Il Mudis - Museo Diocesano di Ischia sorge all’interno del Palazzo del Seminario, sito nel borgo di Ischia Ponte, sull'Isola d'Ischia. Esso raccoglie al suo interno un campionario prezioso e importante del patrimonio artistico, religioso e storico della Diocesi di Ischia.

## Storia
Era un sogno del Vescovo Tomassini (1962-1970) aprire il Museo Diocesano a Ischia che tuttavia non riuscì a realizzare. Solo il Vescovo Antonio Pagano (1984-1997) il 5 marzo del 1995, con un decreto fonda l’ente Museo Diocesano di Ischia, adibendogli alcune sale del Palazzo del Seminario. I lavori di restuaro avviati dal vescovo Pagano, furono portati avanti dal successore Mons. Filippo Strofaldi. Infine, nel 2013, mons. Pietro Lagnese dà un forte impulso alla riorganizzazione di tutto il Palazzo del Seminario incluso il Museo, creando delle sale al piano terra e un moderno percorso con un nuovo allestimento e interamente privo di barriere architettoniche. La nuova disposizione del Museo prevede un'area archeologica al primo piano, mentre al piano superiore è presente una ricca galleria di arte sacra con dipinti, suppellettile liturgica e paramenti sacri.

## Opere esposte
L’arco temporale delle opere esposte spazia dal periodo paleocristiano fino ai piccoli reliquiari del XIX e XX secolo per la devozione personale e domestica. Gli oggetti presentati al pubblico provengono, nella maggior parte dei casi, da varie chiese della Diocesi, in modo particolare dall’attuale Cattedrale dove erano stati raccolti marmi e suppellettili provenienti dall’antica Cattedrale e dalle altre chiese che si trovavano sul Castello Aragonese. Altre opere sono state acquisite grazie a donazioni dei privati.
Gli oggetti presentati danno un’idea del ricco patrimonio storico, religioso e artistico presente sull’isola d’Ischia, nonostante le gravi dispersioni e distruzioni subite nel corso dei secoli ad opera degli uomini e degli eventi naturali.
Il nuovo allestimento è suddiviso su due piani: al piano terra è esposta una raccolta di marmi, con la presenza di un pregevole e unico sarcofago del IV secolo a.C., mentre al quarto piano sono conservati i dipinti, le sculture, gli argenti e vari manufatti.
Di particolare rilievo è da notare la presenza di un sarcofago di Bethesda, opera realizzata tra il 366 e il 384 d.C.

### Pianta delle sale museali
| Aree                                    |                          |                                                                       |                                                                       |
| --------------------------------------- | ------------------------ | --------------------------------------------------------------------- | --------------------------------------------------------------------- |
| B - Biglietteria                        | pianta primo piano mudis | Area espositiva per dipinti, paramenti sacri e suppelletile liturgica | Area dedicata ai paramenti sacri, suppelletile liturgica e biblioteca |
| T - Servizi                             | pianta primo piano mudis | Area espositiva per dipinti, paramenti sacri e suppelletile liturgica | Area dedicata ai paramenti sacri, suppelletile liturgica e biblioteca |
| 1 - Area 1                              | pianta primo piano mudis | Area espositiva per dipinti, paramenti sacri e suppelletile liturgica | Area dedicata ai paramenti sacri, suppelletile liturgica e biblioteca |
| 2 - Area 2                              | pianta primo piano mudis | Area espositiva per dipinti, paramenti sacri e suppelletile liturgica | Area dedicata ai paramenti sacri, suppelletile liturgica e biblioteca |
| 3 - Area 3                              | pianta primo piano mudis | Area espositiva per dipinti, paramenti sacri e suppelletile liturgica | Area dedicata ai paramenti sacri, suppelletile liturgica e biblioteca |
| 4/5 - Sala Mons. Filippo Strofaldi      | pianta primo piano mudis | Area espositiva per dipinti, paramenti sacri e suppelletile liturgica | Area dedicata ai paramenti sacri, suppelletile liturgica e biblioteca |
| 6 - Soppalco                            | pianta primo piano mudis | Area espositiva per dipinti, paramenti sacri e suppelletile liturgica | Area dedicata ai paramenti sacri, suppelletile liturgica e biblioteca |
| 7 - Sala Convegni Antonio Pagano        | pianta primo piano mudis | Area espositiva per dipinti, paramenti sacri e suppelletile liturgica | Area dedicata ai paramenti sacri, suppelletile liturgica e biblioteca |
| 8 - Cortile Interno                     | pianta primo piano mudis | Area espositiva per dipinti, paramenti sacri e suppelletile liturgica | Area dedicata ai paramenti sacri, suppelletile liturgica e biblioteca |
| 9 - Sala Convegni San Giovanni Paolo II | pianta primo piano mudis | Area espositiva per dipinti, paramenti sacri e suppelletile liturgica | Area dedicata ai paramenti sacri, suppelletile liturgica e biblioteca |
| 10 - Biblioteca                         | pianta primo piano mudis | Area espositiva per dipinti, paramenti sacri e suppelletile liturgica | Area dedicata ai paramenti sacri, suppelletile liturgica e biblioteca |